# Special Escort Group (Metropolitan Police)
Die Special Escort Group (SEG) ist Teil der Fachgruppe (Specialist Operations unit) SO14 (Royalty Protection) des Metropolitan Police Service in London. Sie gehört zum Protection Command.
Die Einheit stellt bewaffnete Motorradstreifen zur Begleitung von Mitgliedern der königlichen Familie, Regierungsmitgliedern und Staatsbesuchern zur Verfügung, soweit die jeweilige Person unter Bewachung des Protection Command steht. Außerdem begleitet die Einheit Transporte von wertvollen oder gefährlichen Gütern und gefährlichen Gefangenen. Neben den Motorrädern werden auch noch weitere Fahrzeuge, vor allem Range Rover und BMW 5er in zivil und auch als Streifenwagen eingesetzt.
Die Beamten sind vor der Verwendung in der SEG bereits bei anderen Dienststellen unterschiedlicher Art im Einsatz gewesen. Sie gehören zu den wenigen Motorradpolizisten im Vereinigten Königreich die ihren Dienst bewaffnet versehen. Sie müssen die Fortbildungen „Advanced Driver“,„Advanced Motorcyclists“ und eine spezielle Fahrausbildung mit Taktiken zur Verhinderung von Entführungen absolvieren. Außerdem sind alle Angehörigen der SEG Authorised Firearms Officer, das bedeutet sie sind an Feuerwaffen geschult und zu ihrer Anwendung berechtigt. Die Beamten sind mit der Pistole Glock 17 bewaffnet und aufgrund ihrer Ausbildung ermächtigt die Maschinenpistole Heckler und Koch MP5 zu verwenden.
Ein Motorradfahrer fungiert als Führungsfahrer an der Spitze der Eskorte und lenkt die Eskorte. Die anderen Fahrer fahren voraus und machen so den Weg für das Führungsmotorrad frei. An die Motorräder sind keine Sirenen angebaut. An ihrer Stelle werden Pfeifen verwendet. Dies geschieht vor allem aus Lärmschutzgründen.